# Santa María de Geve

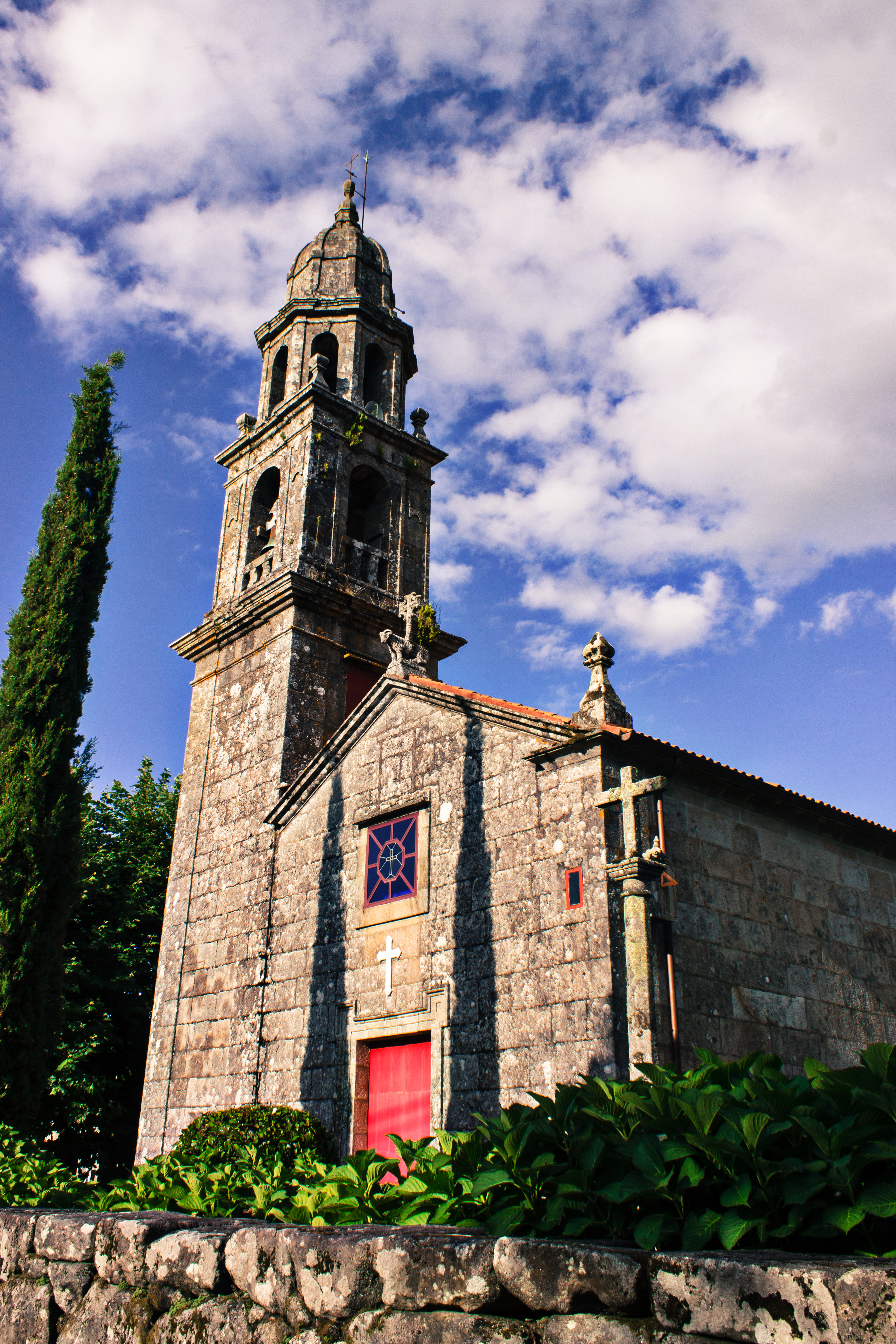
Igrexa de Santa María de Xeve, Pontevedra

Xeve (también llamada Santa María de Xeve y oficialmente Santa María de Xeve ) es una parroquia del municipio de Pontevedra, en la provincia de Pontevedra, Galicia, España. En ella se encuentra la iglesia de Santa María de Xeve, un templo barroco reedificado en 1760.

## Población
En el 2000 tenía una población de 970 personas, que descendió hasta los 893 habitantes en 2009. 

## Poblaciones
Según el nomenclátor de 2009, la parroquia comprende las poblaciones de:
- O Couso;
- Os Fontáns;
- Frieiro;
- Gatomorto;
- A Igrexa.